# Canopy Growth
Canopy Growth es un laboratorio canadiense especializado en la producción y distribución de cannabis para uso médico.

## Historia
En julio de 2018, Canopy Growth anunció la adquisición de Hiku Brands, propietaria de la marca Tokyo Smoke, por 298 millones de dólares canadienses.  En agosto de ese mismo año, Canopy Growth amplió capital con una inversión aproximada de 4.000 millones de dólares de Constellation Brands, que pasó a controlar el 38 %  de la compañía. 
En abril de 2019, Canopy Growth anunció que había llegado a un acuerdo con Acreage Holdings, empresa estadounidense de producción y distribución de cannabis, para su venta por 3.400 millones de dólares, una vez que el consumo de cannabis sea legalizado en los Estados Unidos. 
En mayo de 2019, Canopy Growth anunció la adquisición de This Works por 55 millones de dólares, una empresa de productos de belleza y grageas para dormir que contienen CBD. 
En abril de 2021, Canopy Growth anunció la adquisición de Supreme Cannabis por 247 millones de dólares, lo que le otorga una participación del 13,6 % del mercado de cannabis en Canadá. 
En septiembre de 2022, la empresa anunció que se retiraría del comercio minorista en Canadá y vendería sus 28 tiendas en el país a otras empresas de venta de cannabis. 

## Accionistas
Al 17 de febrero de 2020:
| Constellation Brands        | 35,4% |
| The Vanguard Group          | 1,38% |
| Murray Goldman              | 1,15% |
| ETF Managers Group          | 0,76% |
| Bruce Linton                | 0,72% |
| BlackRock Fund Advisors     | 0,65% |
| BMO Asset Management        | 0,60% |
| Susquehanna Financial Group | 0,47% |
| CIBC World Markets          | 0,41% |
| 1832 Asset Management       | 0,41% |